# Дуйсебаев, Жексенбай Картабаевич
Жексенбай Картабаевич Дуйсебаев (каз. Жексенбай Қартабайұлы Дүйсебаев; род. 25 февраля 1950, Шортандинский район, Целиноградская область, Казахская ССР) — казахстанский государственный и политический деятель, депутат Мажилиса Парламента Республики Казахстан IV—VI созывов (с 2007 года).

## Биография
Родился 25 февраля 1950 года в селе Ключи Шортандинского района Акмолинской области.
В 1972 году окончил зоотехнический факультет Волгоградского сельскохозяйственного института по специальности «учёный-зоотехник».
В 1990 году окончил Алматинский институт политологии и управления по специальности «политолог».
В 2001 году защитил учёную степень кандидата экономических наук, тема диссертации: «Повышение уровня продовольственного обеспечения на основе структурных преобразований в АПК (на материалах Акмолинской области Республики Казахстан)».

### Трудовая деятельность
С 1972 по 1981 годы — зоотехник, зоотехник-реализатор, главный зоотехник в хозяйствах «Андреевский», опытном хозяйстве Всесоюзного НИИ зернового хозяйства, в колхозе «18 лет Казахстана».
С 1981 по 1983 годы — первый заместитель начальника сельхозуправления Шортандинского района.
С 1983 по 1987 годы — председатель колхоза «18 лет Казахстана».
С 1987 по 1992 годы — председатель райисполкома, первый секретарь Селетинского райкома партии.
С 1992 по 1993 годы — глава администрации Селетинского района.
С 1993 по 1995 годы — глава администрации Ерментауского района Акмолинской области.
С 1995 по 1997 годы — аким Целиноградского района Акмолинской области.
С 1997 по 1999 годы — начальник сельхозуправления Акмолинской области, директор департамента Министерства сельского хозяйства.
С 1999 по 2002 годы — первый заместитель генерального директора зерновой компании «Агроцентр-Астана».
С 2002 по 2005 годы — проректор Казахского аграрного университета имени Сакена Сейфуллина.
С 2005 по 2006 годы — аким Шортандинского района Акмолинской области.
С 2006 по 2007 годы — аким Целиноградского района Акмолинской области.
С август 2007 по ноябрь 2011 годы — депутат Мажилиса Парламента Республики Казахстан IV созыва по партийному списку Народно-Демократической партии «Нур Отан», член комитета по экономической реформе и региональному развитию.
С 18 января 2012 по 20 января 2016 годы — депутат Мажилиса Парламента Республики Казахстан V созыва по партийному списку Народно-Демократической партии «Нур Отан», член комитета по экономической реформе и региональному развитию.
С 24 марта 2016 года — депутат Мажилиса Парламента Республики Казахстан VІ созыва от партии «Нур Отан», Секретарь Комитета по аграрным вопросам Мажилиса Парламента Республики Казахстан.

## Награды
- 2020 (3 декабря) — Орден «Парасат»[2]
- Орден Курмет (декабрь 2012 года)[3][4][5]
- Медаль «За трудовое отличие» (Казахстан)
- Медаль «Астана» (1998)
- Медаль «За освоение целинных земель» (1984)
- Награждён правительственными и юбилейными государственными медалями Республики Казахстан и др.
- Благодарственное письмо Первого Президента Республики Казахстан.
- Почётная грамота МПА СНГ и др.
- Медаль «МПА СНГ. 25 лет» (27 марта 2017 года, Межпарламентская ассамблея СНГ) — за заслуги в деле развития и укрепления парламентаризма, за вклад в развитие и совершенствование правовых основ функционирования Содружества Независимых Государств, укрепление международных связей и межпарламентского сотрудничества[6].

## Семья
Жена: Токумова Гульмайра Нургалиевна — преподаватель Казахского агротехнического университета им. С.Сейфуллина, 1950 г.р.
Сын — Дуйсебаев Назымбек Жексенбаевич — сотрудник правоохранительных органов, 1976 г.р.
Сын — Дуйсебаев Асылбек Жексенбаевич — первый заместитель акима Карагандинской области, 1979 г.р.